# Zim and Co.
Pour plus de détails, voir Fiche technique et Distribution.
Zim and Co. est un film français réalisé par Pierre Jolivet, sorti en 2005.

## Synopsis
À la suite d'un accident de scooter, Zim passe en comparution immédiate. Pour éviter la prison, le juge des comparutions immédiates demande à Zim de trouver un travail déclaré en un mois.

## Fiche technique
- Titre : Zim and Co.
- Réalisation : Pierre Jolivet
- Scénario : Pierre Jolivet et Simon Michaël
- Production : Frédéric Bourboulon, Pierre Kubel, Jean Labadie, Marie-Castille Mention-Schaar
- Musique : Adrien Jolivet et Sacha Sieff
- Photographie : Jérôme Alméras
- Montage : Stratos Gabrielidis
- Pays de production :  France
- Format : couleur - 2,35:1 - Dolby - 35 mm
- Genre : comédie
- Durée : 88 minutes
- Date de sortie : 17 août 2005

## Distribution
- Adrien Jolivet : Victor Zimbietrovski, dit Zim
- Mhamed Arezki : Cheb
- Yannick Nasso : Arthur
- Naidra Ayadi : Safia
- Nathalie Richard : La mère de Zim
- Nicolas Marié : M. Rangin
- Maka Kotto : Père Arthur
- Abbes Zahmani : Nourdine
- Jean-Philippe Vidal : Pascal
- Guilaine Londez : La juge
- Michelle Goddet : Mère Cheb
- Jean-Claude Frissung : Le vieil ouvrier
- Pierre Diot : Le DRH Sport-In
- Nada Strancar : Mme Merceron, l'examiniatrice
- Wilfried Romoli : Will
- Francis Leplay : Inspecteur commissariat
- Éric Prat : Vendeur Polo bleue
- Thierry Levaret : Fréville
- Michel Fortin : Chauffeur accident
- Daniel Berlioux : Juge
- Abdelhafid Metalsi : Ikéa
- Vincent Grass : Le prof
- Joakim Latzko : Boss centre téléphonie
- Hubert Delattre : Recruteur Club Med
- Pierre Baux : Skin prison
- Pierre Jolivet : Le propriétaire maison luxueuse
- Ahcène Nini : Père Cheb
- José Luis Roig : Vendeur voiture épave

## Distinctions
- 2006 : nomination d'Adrien Jolivet pour le César du meilleur espoir masculin.